# Tutorial
Tutorial (z ang. „korepetycje, samouczek”) – metoda przekazywania wiedzy typu „krok po kroku”,  pozwalająca łatwo nauczyć się obsługi różnych urządzeń, programowania czy tworzenia. Tutorial jest bardziej interaktywny i dokładniejszy niż instrukcje, nastawiony na naukę poprzez przykład. Tutorial dostarcza wszelkich informacji potrzebnych do wykonania danego zadania.
Terminem tym określa się również programy lub komputerowe prezentacje pełniące takie funkcje.
W internecie dostępne są tutoriale w formie plików audio, video, dokumentów tekstowych, można spotkać się również z tutorialami prowadzonymi w formie webinarium.
Tutoriale swą popularność zawdzięczają prostocie. Dzięki swobodnemu językowi i przejrzystym przykładom, pozwalają na szybką naukę programowania. Autorami tutoriali zwykle nie są specjaliści, a użytkownicy programów chcący podzielić się swoją wiedzą. Sama budowa takiego artykułu nie jest zbyt skomplikowana (tytuł, kroki, zrzuty z ekranu). Tutoriale są zwykle darmowe i ogólnodostępne.
Tutorial to także określenie w odniesieniu do gier komputerowych, gdzie mianem tym określa się swego rodzaju samouczek – najczęściej pierwszą misję gry, pozwalającą w praktyce zaznajomić się z używanymi w niej klawiszami i najważniejszymi zagadnieniami niezbędnymi do tego, aby pomyślnie i bezproblemowo ją ukończyć.